# Caussinuòjols

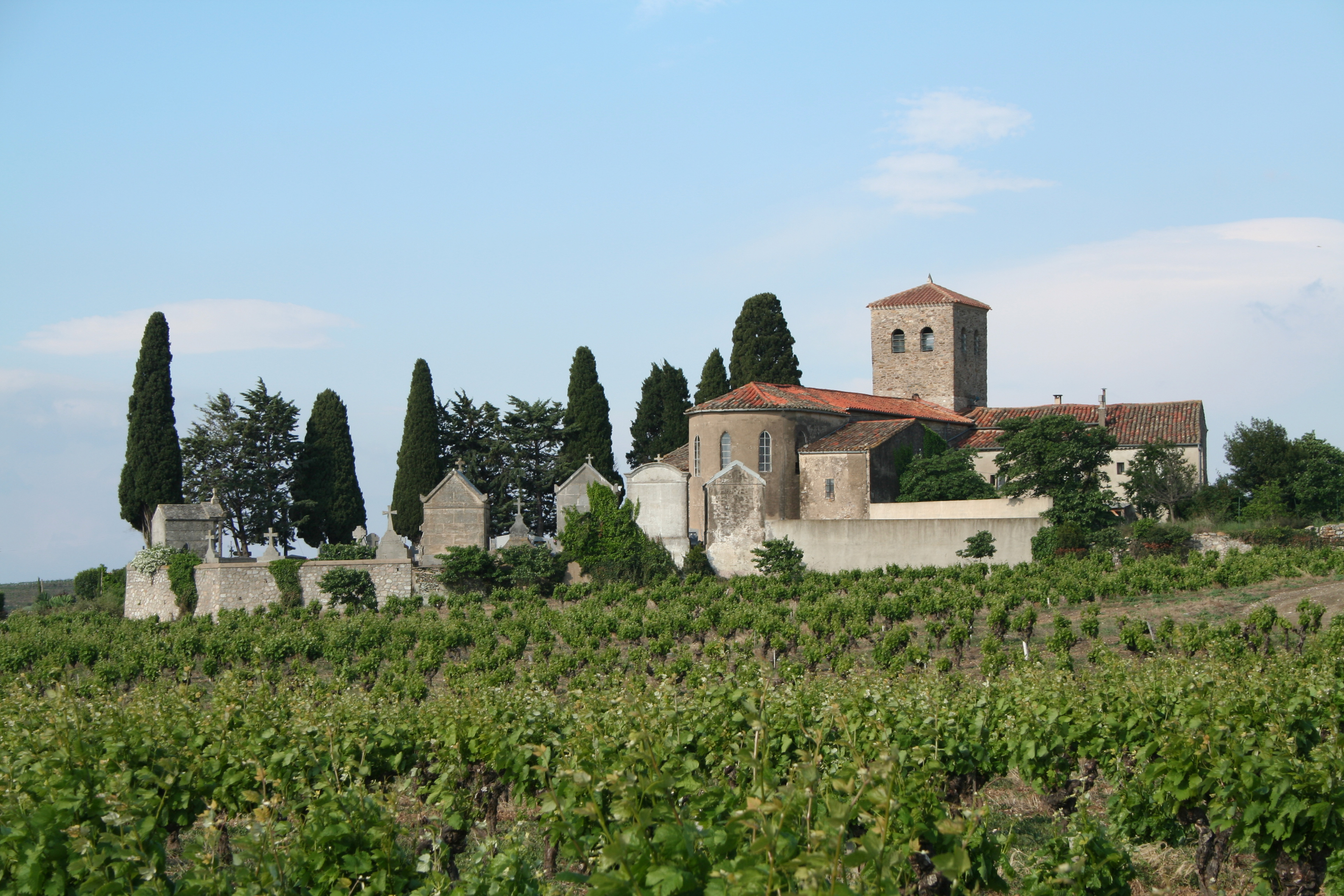
Església de saint etienne

Caussinuòjols (en francès Caussiniojouls) és un municipi occità del Llenguadoc, situat al departament de l'Erau i a la regió d'Occitània.

## Demografia

Població 1962-2008